# PLFA8 2018
La PLFA8 2018 è l'8ª edizione del campionato di football a 8, organizzato dalla PZFA.

## Squadre partecipanti
| Club                    | Città       | Stadio | Sponsor ufficiale | Risultato nella stagione 2017 |
| ----------------------- | ----------- | ------ | ----------------- | ----------------------------- |
| Bielawa Snakes          | Bielawa     |        |                   |                               |
| Bydgoszcz Archers       | Bydgoszcz   |        |                   |                               |
| Husaria Szczecin B      | Stettino    | MOSRiR |                   |                               |
| Kaliningrad Amber Hawks | Kaliningrad |        |                   |                               |
| Kozły Poznań B          | Poznań      |        |                   |                               |
| Monarchs Ząbki B        | Ząbki       |        |                   |                               |
| Warsaw Eagles B         | Varsavia    |        |                   |                               |
| Żagań Shadows           | Żagań       |        |                   |                               |

## Stagione regolare

### Calendario

#### 1ª giornata
| Bielawa 18 agosto 2018, ore 12:00 | Bielawa Snakes | 14 – 0 (14-0 0-0 0-0 0-0) referto | Kozły Poznań B | Stadion KS Bielawianka\| Arbitro: \| Zapalski \| |
| Arbitro:                          | Zapalski       |                                   |                |                                                  |

#### 2ª giornata
| Bydgoszcz 25 agosto 2018, ore 12:00 | Bydgoszcz Archers | 33 – 0 (9-0 6-0 12-0 6-0) referto | Kaliningrad Amber Hawks | Stadion Miejski im. Eugeniusza Połtyna |

| Poznań 25 agosto 2018, ore 13:00 | Kozły Poznań B | 16 – 12 (8-0 0-0 8-0 0-12) referto | Żagań Shadows | Stadion POSIR Golęcin |

| Bydgoszcz 25 agosto 2018, ore 14:30 | Husaria Szczecin B | 46 – 6 (14-6 14-0 12-0 6-0) referto | Kaliningrad Amber Hawks | Stadion Miejski im. Eugeniusza Połtyna |

| Bydgoszcz 25 agosto 2018, ore 17:00 | Bydgoszcz Archers | 17 – 6 (7-0 0-6 7-0 6-0) referto | Husaria Szczecin B | Stadion Miejski im. Eugeniusza Połtyna |

#### 3ª giornata
| Varsavia 9 settembre 2018, ore 13:00 | Warsaw Eagles B | 36 – 12 (13-0 9-6 7-0 7-6) referto | Monarchs Ząbki B | Hutnik Warszawa - Campo C |

| Żagań 9 settembre 2018, ore 13:00 | Żagań Shadows | 0 – 42 (0-24 0-6 0-6 0-6) referto | Bielawa Snakes | \| Arbitro: \| Zapalski \| |
| Arbitro:                          | Zapalski      |                                   |                |                            |

| Varsavia 9 settembre 2018, ore 15:00 | Monarchs Ząbki B | 12 – 24 (0-7 6-10 0-7 6-0) referto | Warsaw Eagles B | Hutnik Warszawa - Campo C |

#### 4ª giornata
| Poznań 16 settembre 2018, ore 13:00 | Kozły Poznań B          | 0 – 38 (0-14 0-12 0-12 0-0) referto | Bielawa Snakes | Stadion POSIR Golęcin\| Arbitro: \| Hózman-Mirza-Sulkiewicz \| |
| Arbitro:                            | Hózman-Mirza-Sulkiewicz |                                     |                |                                                                |

#### 5ª giornata
| Varsavia 29 settembre 2018, ore 13:30 | Monarchs Ząbki B | 6 – 40 (6-7 0-19 0-7 0-7) referto | Warsaw Eagles B | Hutnik Warszawa - Campo C\| Arbitro: \| Żołądek \| |
| Arbitro:                              | Żołądek          |                                   |                 |                                                    |

| Stettino 29 settembre 2018, ore 14:30 | Husaria Szczecin B | 17 – 20 (0-7 7-6 3-0 7-7) referto | Bydgoszcz Archers |  |

| Varsavia 29 settembre 2018, ore 16:00 | Warsaw Eagles B | 34 – 0 (13-0 7-0 0-0 14-0) referto | Monarchs Ząbki B | Hutnik Warszawa - Campo C\| Arbitro: \| Żołądek \| |
| Arbitro:                              | Żołądek         |                                    |                  |                                                    |

| Stettino 29 settembre 2018, ore 17:00 | Bydgoszcz Archers | 22 – 18 (7-6 9-6 6-0 0-6) referto | Kaliningrad Amber Hawks |  |

| Stettino 29 settembre 2018, ore 19:30 | Husaria Szczecin B | 54 – 0 (21-0 6-0 13-0 14-0) referto | Kaliningrad Amber Hawks |  |

| Żagań 30 settembre 2018, ore 13:00 | Żagań Shadows | 40 – 0 (6-0 0-0 20-0 14-0) referto | Kozły Poznań B | \| Arbitro: \| Soczówka \| |
| Arbitro:                           | Soczówka      |                                    |                |                            |

#### 6ª giornata
| Bielawa 7 ottobre 2018 | Bielawa Snakes | 20 – 0 (a tavolino) referto | Żagań Shadows |  |

### Classifiche
Le classifiche della regular season sono le seguenti:
- PCT = percentuale di vittorie, G = partite giocate, V = partite vinte,  P = partite perse, PF = punti fatti, PS = punti subiti

#### Gruppo Nord
| Pos. | Squadra                 | PCT   | G | V | P | PF  | PS  |
| ---- | ----------------------- | ----- | - | - | - | --- | --- |
| 1    | Bydgoszcz Archers       | 1.000 | 4 | 4 | 0 | 92  | 41  |
| 2    | Husaria Szczecin B      | .500  | 4 | 2 | 2 | 123 | 43  |
| 3    | Kaliningrad Amber Hawks | .000  | 4 | 0 | 4 | 24  | 155 |

#### Gruppo Centro
| Pos. | Squadra          | PCT   | G | V | P | PF  | PS  |
| ---- | ---------------- | ----- | - | - | - | --- | --- |
| 1    | Warsaw Eagles B  | 1.000 | 4 | 4 | 0 | 134 | 30  |
| 2    | Monarchs Ząbki B | .000  | 4 | 0 | 4 | 30  | 134 |

#### Gruppo Sud
| Pos. | Squadra        | PCT   | G | V | P | PF  | PS  |
| ---- | -------------- | ----- | - | - | - | --- | --- |
| 1    | Bielawa Snakes | 1.000 | 4 | 4 | 0 | 114 | 0   |
| 2    | Kozły Poznań B | .250  | 4 | 1 | 3 | 16  | 104 |
| 3    | Żagań Shadows  | .250  | 4 | 1 | 3 | 52  | 78  |

## Playoff

### Tabellone
|  | Semifinali | Semifinali         | Semifinali |                   |    | VIII Finale PLFA8  | VIII Finale PLFA8 | VIII Finale PLFA8 |  |
|  |            |                    |            |                   |    |                    |                   |                   |  |
|  | 1S         | Bielawa Snakes     | 6          |                   |    |                    |                   |                   |  |
|  | 1S         | Bielawa Snakes     | 6          |                   |    |                    |                   |                   |  |
|  | 2N         | Husaria Szczecin B | 19         |                   |    |                    |                   |                   |  |
|  | 2N         | Husaria Szczecin B | 19         |                   | 2N | Husaria Szczecin B | 7                 |                   |  |
|  |            |                    |            |                   | 2N | Husaria Szczecin B | 7                 |                   |  |
|  |            |                    | 1N         | Bydgoszcz Archers | 3  |                    |                   |                   |  |
|  | 1C         | Warsaw Eagles B    | 1N         | Bydgoszcz Archers | 3  | 9                  |                   |                   |  |
|  | 1C         | Warsaw Eagles B    |            |                   |    |                    |                   |                   |  |
|  | 1N         | Bydgoszcz Archers  | 10         |                   |    |                    |                   |                   |  |

### Semifinali
| Bielawa 14 ottobre 2018, ore 12:00 | Bielawa Snakes | 6 – 19 (0-6 6-7 0-0 0-6) referto | Husaria Szczecin B |  |

| Varsavia 14 ottobre 2018, ore 15:30 | Warsaw Eagles B | 9 – 10 (9-3 0-7 0-0 0-0) referto | Bydgoszcz Archers | \| Arbitro: \| Jurzyk \| |
| Arbitro:                            | Jurzyk          |                                  |                   |                          |

### VIII Finale PLFA8
| Bydgoszcz 27 ottobre 2018, ore 17:30 | Bydgoszcz Archers | 3 – 7 (3-0 0-0 0-0 0-7) referto | Husaria Szczecin B | Stadion Miejski im. Eugeniusza Połtyna |

## VIII Finale PLFA8
L'VIII Finale PLFA8 è stata disputata il 27 ottobre 2018 allo Stadion Miejski im. Eugeniusza Połtyna di Bydgoszcz. L'incontro è stato vinto dagli Husaria Szczecin B sui Bydgoszcz Archers con il risultato di 7 a 3.

## Verdetti
- Husaria Szczecin B Campioni della PLFA8 2018